# Parque Quase-Nacional Tango-Amanohashidate-Ōeyama
O Parque Quase-Nacional Tango-Amanohashidate-Oeyama é um parque quase-nacional localizado na prefeitura japonesa de Quioto. Estabelecido em 3 de agosto de 2007, tem uma área de 19 023 hectares.